# Dysschema hilarina
Dysschema hilarina är en fjärilsart som beskrevs av Gustav Weymer 1914. Dysschema hilarina ingår i släktet Dysschema och familjen björnspinnare. Inga underarter finns listade i Catalogue of Life.